# Cech panen kutnohorských
Cech panen kutnohorských je česká historická filmová komedie režiséra Otakara Vávry z roku 1938.

## Děj
V roce 1590 je Kutná Hora významným a bohatým městem. Doluje se zde stříbro, razí mince a je tu sídlo nejvyššího mincmistra. Touha po zisku sem však přilákala také podvodníky. Jejich podvody snižují výnosy dolů a úsporná opatření jdou na úkor havířů. Když se proti tomu havíř Jakub veřejně ohradí, je zatčen a odsouzen k smrti. Do města přijíždí rytíř Mikuláš Dačický, vzdělaný muž a básník, ale také velký hýřil a milovník krásných žen. Alchymista Wolfram pod záminkou výroby velkého množství stříbra láká z konšelů peníze. Mikuláš burcuje poctivé občany, aby vyhnali zloděje a přivandrovalce. Konšelé, kteří se bojí o ctnost svých žen a dcer, toho využijí a obviní Dačického u císaře z čarodějnictví. Rudolf II. však Mikuláše přijme vlídně a dá mu propouštěcí glejt. Dačický se vrací z Prahy právě včas, aby zachránil život havíři Jakubovi a odhalil Wolframa jako podvodníka, který se s vylákanými penězi chystal uprchnout.

## Obsazení
| Zdeněk Štěpánek     | Mikuláš Dačický z Heslova                                                       |
| František Kreuzmann | hofmistr Felix z Hasenburka                                                     |
| Adina Mandlová      | povětrná holka Rozina                                                           |
| Antonie Nedošinská  | Vodňanská, rychtářova žena                                                      |
| Ladislav Pešek      | Očko, sluha Mikuláše Dačického                                                  |
| Theodor Pištěk      | rychtář Mikuláš Vodňanský z Čažarova                                            |
| František Smolík    | nákladník a šepmistr Tobiáš Tříska                                              |
| Jiřina Šejbalová    | Žofka, Třískova žena                                                            |
| Hana Vítová         | Alžběta, Mládkova dcera                                                         |
| Václav Vydra st.    | nejvyšší mincmistr Vilém z Vřesovic a z Doubravské Hory na Vchynicích           |
| Helena Friedlová    | Ludmila z Vřesovic a Na Dobřeni, rozená Voděradská z Hrušova, Vilémova manželka |
| Elena Hálková       | Eva, rychtářova dcera                                                           |
| Gustav Hilmar       | krejčí Mládek                                                                   |
| Bedřich Karen       | alchymista David Wolfram                                                        |
| Ladislav Boháč      | panoš Zdeněk Lorecký z Elkuše, Dačického přítel                                 |

Dále hrají: Zvonimir Rogoz (urburní písař), Anna Steimarová (stará panna Apoléna), Jaroslav Vojta (páter Bonifác), Božena Šustrová (služka Máří), Karel Dostal (císař Rudolf II.), Otto Rubík (nákladník Jan Dačický, Mikulášův bratr), Jaroslav Průcha (havíř Jakub), Ladislav H. Struna (havíř), Václav Trégl (kat), Zorka Janů (služka u Třísků), Marie Ježková (nahluchlá měštka Babeta Sládková), Jan W. Speerger (biřic Janek), Vladimír Řepa (konšel Kaše, přísedící u soudu), Stanislav Neumann (písař Václav Alexy, zapisovatel u soudu), Jelizaveta Nikolská (cikánská tanečnice), Světla Svozilová (vdova Veronika), Milada Smolíková (měšťka), František Roland (bakalář), Petr Lotar (konšel Jindřich Labuška, přísedící u soudu), František Velebný (hlásný), Antonín Volný (mincíř), Vladimír Štros (mincíř), John Gollwell (člen hofmistrovy družiny), Anna Gabrielová (komorná), Josef Kraus (katův pomocník), Vladimír Majer (hostinský Mědínek), Elsa Vetešníková (číšnice), Josef Loskot (chasník v hostinci), Emil Dlesk (chasník v hostinci), Eva Prchlíková (panna), Karel Černý (dveřník císařův), Alois Dvorský (žalářník), Raoul Schránil (Mirek, pobočník hofmistra Felixe), Marie Oliaková (měšťanka v hostinci)

## Tvůrci a štáb
- Režie: Otakar Vávra
- Předloha: Ladislav Stroupežnický (divadelní hry Paní mincmistrová a Zvíkovský rarášek), Mikuláš Dačický z Heslova (Paměti)
- Scénář: Otakar Vávra, Zdeněk Štěpánek
- Kamera: Jan Roth
- Výroba: Jan Sinnreich
- Hudba: Jaroslav Křička, Miloš Smatek
- Architekt: Štěpán Kopecký
- Návrhy kostýmů: Josef Matěj Gottlieb
- Kostýmy: Štěpán Dušánek, Pavla Stahlová
- Zvuk: Vilém Taraba, Josef Zora
- Střih: Antonín Zelenka
- Výprava: Arnold Reimann
- Fotoreportér: Willy Ströminger